# Pomnik przyrody Szarogłaz
Pomnik przyrody Szarogłaz (780 m n.p.m.) -  amfibolitowa skałka  w Masywie Śnieżnika, w Sudetach.
Skała w dolinie potoku Bielawka,  położona na jej lewym brzegu, poniżej ujścia Złotego Potoku (Góry Bialskie) w lesie regla dolnego.